# Глену
Глену (порт. Gleno) — місто на території адміністративного села  Rehau , розташоване в західній частині Східного Тимору і північній частині острова Тимор. Адміністративний центр району Ермера і підрайону Ермера.
Площа адміністративного села Riheu - 659 км². Населення міста - 8 133 осіб (на 2010 рік), підрайону - 33 262 чоловік. Підрайон складається з 10 адміністративних сіл (Suco) (Estado, Humboe, Lauala, Liguimea, Mertutu, Poetete, Ponilala, Raimerhei, Riheu, Talimoro).

## Географія
Глену розташований приблизно за 30 км (безпосередньо; 58 км по дорогах) на південний захід від столиці Ділі, на висоті 882 м над рівнем моря.
Місто було побудоване в період 1979-1983 року під час індонезійської окупації Східного Тимору після захоплення цієї території 100 індонезійськими солдатами. До 1985 року було заборонено вільне переміщення по місту місцевим жителям. Глену сильно постраждало в період до і після референдуму про незалежність 1999 року.
Глену розташоване в місці культивації кави і кокосової пальми.